# جيم إد نورمان
جيم إد نورمان (بالإنجليزية: Jim Ed Norman)‏ هو موسيقي وعازف بيانو ومنتج أسطوانات وملحن أمريكي، ولد في 16 أكتوبر 1948 في فورت مايرز في الولايات المتحدة.

## وصلات خارجية
- جيم إد نورمان على موقع ميوزك برينز (الإنجليزية)
- جيم إد نورمان على موقع أول ميوزيك (الإنجليزية)
- جيم إد نورمان على موقع ديسكوغز (الإنجليزية)